# Prado (Medellín)
Prado es un barrio del centro de Medellín, ubicado en la zona norte de la comuna de La Candelaria, cerca del centro de la ciudad. Desde 2006 es patrimonio arquitectónico de la ciudad.

## Límites

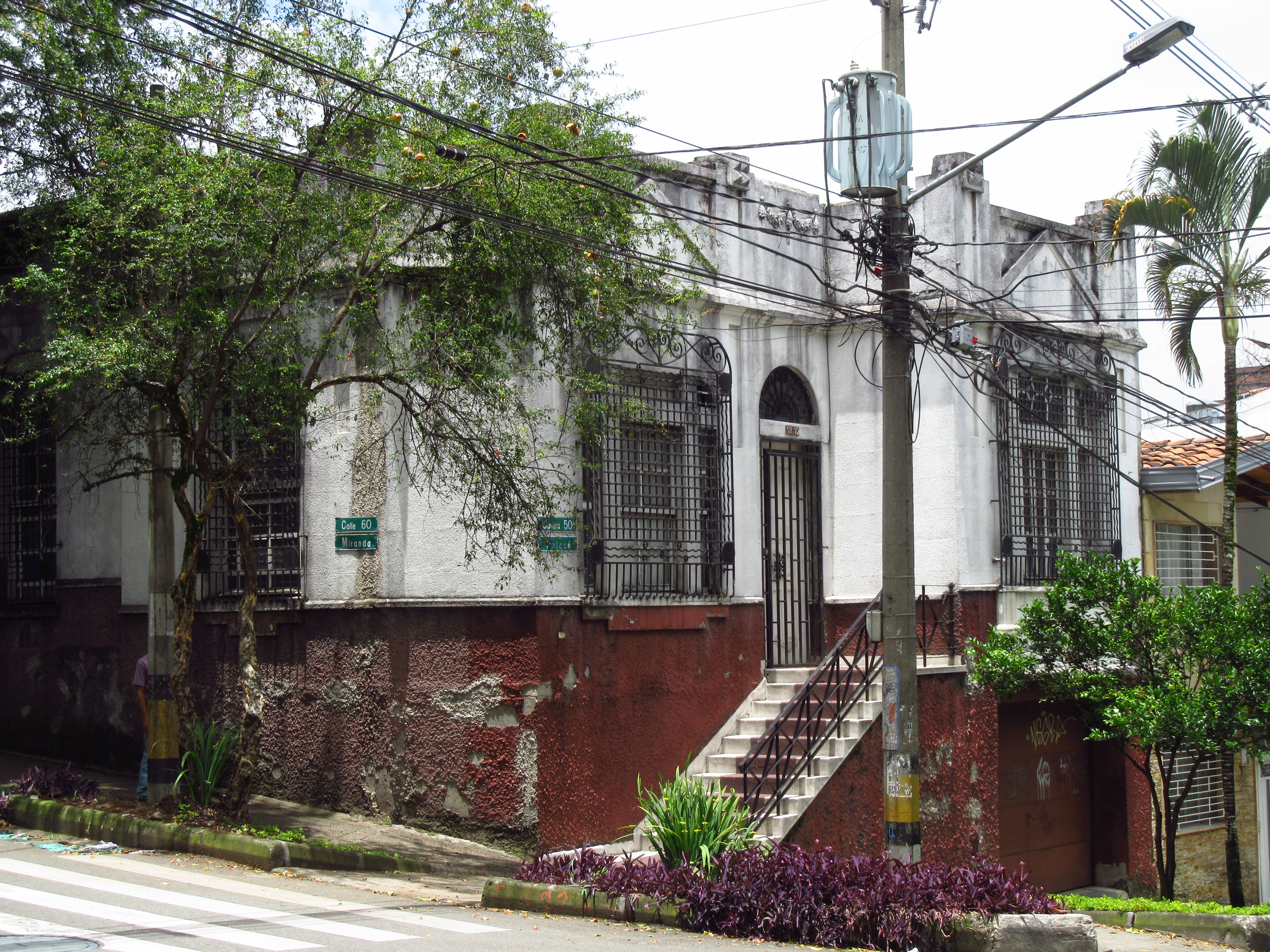
Casa esquinera en la calle Palacé con calle 60.

Limita al nororiente y al oriente con los barrios de Los Ángeles y Villanueva. Al sur con el de Jesús Nazareno y con el Hospital Universitario San Vicente de Paúl. Al oriente con la comuna de Aranjuez y al norte con la de Villa Hermosa. La Avenida Oriental lo separa del resto de la ciudad.

## Geografía
El barrio se encuentra en una zona con una gradiente vertical marcada, lo que determina subidas más o menos empinadas. Sus casas cuentan con amplias calles y antejardines.

## Aspectos socioeconómicos
El barrio se desarrolló en una época de desarrollo acelerado para acoger a la creciente elite empresarial antioqueña, que construyó en una colina cerca del centro sus residencias con estilos europeos y norteamericanos. 
Sin embargo, el desarrollo urbano favoreció la construcción de viviendas de lujo en los barrio Laureles y más recientemente El Poblado, respectivamente al occidente y al sur de la ciudad, y hoy el perfil socioeconómico de su población cambió.

## Historia

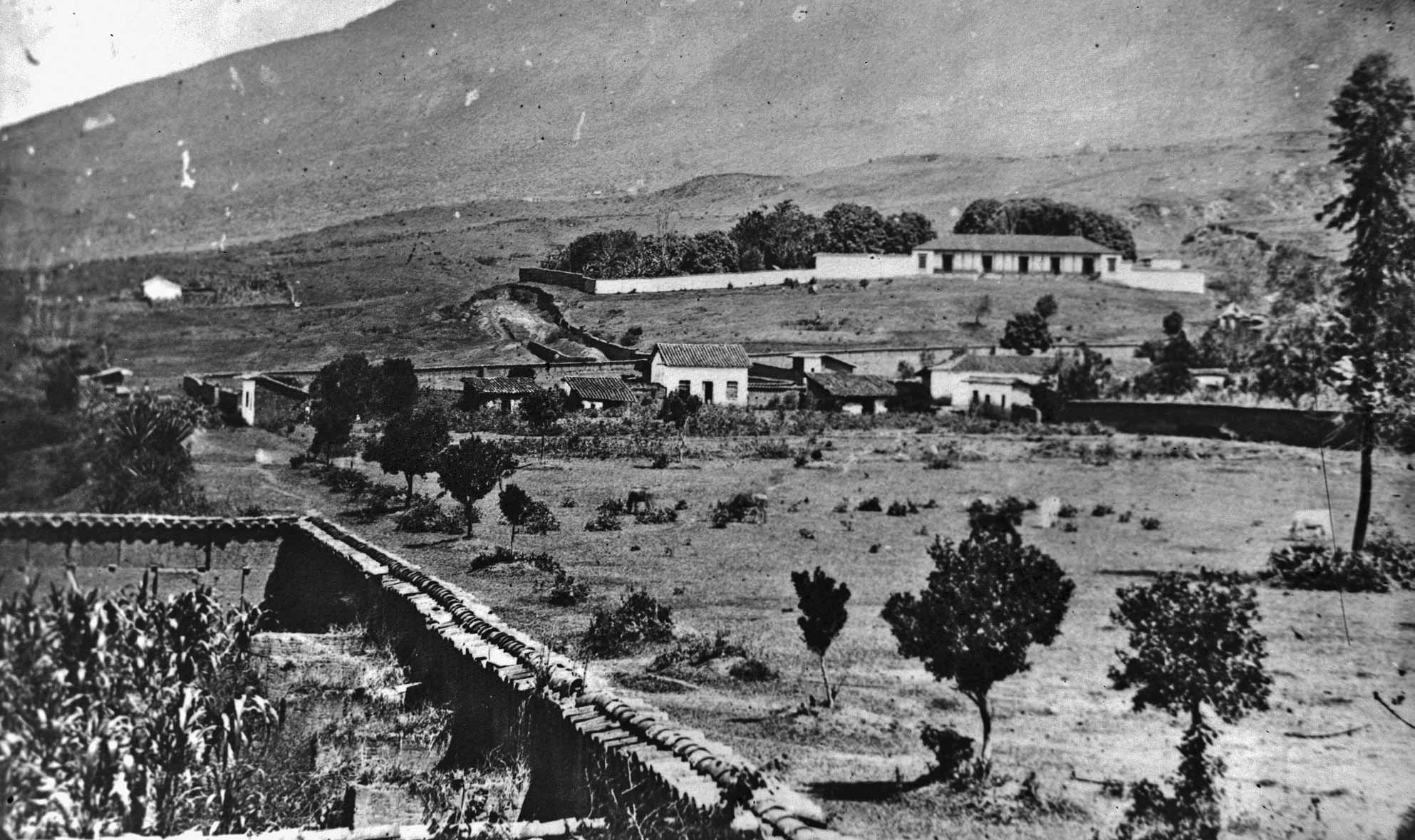
Foto de 1875 del sector montañoso donde se encuentra el actual barrio Prado.

El Prado nació en 1926 por iniciativa del urbanista Ricardo Olano, que tomó como referentes los modelos de ciudad jardín del barrio El Prado de Barranquilla. En ese sentido, el barrio medellinense se asemeja a su vez a Teusaquillo de Bogotá, Manga de Cartagena o Centenario de Cali.
En 2009, el concejo de la ciudad aprobó el Plan de Protección Patrimonial que lo definió como un sector de conservación patrimonial de la ciudad. Cuenta con 261 inmuebles patrimoniales.

## Acceso y vías
El principal medio de acceso es el metro, que cuenta con dos estaciones dentro del barrio: Prado y Hospital. La primera se encuentra en el cruce de la carrera 51 con la Avenida Oriental, que conecta el centro de la ciudad con la orilla occidental del río Medellín.
Al barrio lo atraviesan a su vez algunas avenidas secundarias, como la Venezuela (carrera 49) y Ecuador (carrera 48).